# Andreja Leški
Andreja Leški (8 de janeiro de 1997) é uma judoca eslovena. Foi medalhista de ouro nos Jogos Olímpicos de Verão de 2024 em Paris.
Ela ganhou a medalha de prata no evento feminino de 63 kg no Campeonato Mundial de Judô de 2021, realizado em Budapeste, Hungria. Ela também competiu no Campeonato Mundial de Judô em 2017 e 2018.
Em 2017, Leški foi eliminada em sua primeira luta no evento feminino de 63 kg no Campeonato Europeu de Judô, realizado em Varsóvia, Polônia.
Em 2021, Leški ganhou uma das medalhas de bronze em seu evento no Judo World Masters, realizado em Doha, Qatar. Alguns meses depois, ela ganhou uma das medalhas de bronze no evento feminino de 63 kg no Campeonato Europeu de Judô, realizado em Lisboa, Portugal. Em junho, ela ganhou a medalha de prata no evento feminino de 63 kg no Campeonato Mundial de Judô em Budapeste, Hungria. Na final, ela perdeu para Clarisse Agbegnenou, da França. No Judo Grand Slam Abu Dhabi 2021, realizado em Abu Dhabi, Emirados Árabes Unidos, ela ganhou uma das medalhas de bronze em seu evento.
Em 2023, Leški ganhou a medalha de prata no evento feminino de 63 kg no Campeonato Mundial de Judô em Doha, sua segunda medalha em Campeonatos Mundiais. Ela foi novamente derrotada na final por Clarisse Agbegnenou.